# Myrioneuron faberi
Myrioneuron faberi är en måreväxtart som beskrevs av William Botting Hemsley och Francis Blackwell Forbes. Myrioneuron faberi ingår i släktet Myrioneuron och familjen måreväxter. Inga underarter finns listade i Catalogue of Life.